# Долиняны (Черновицкая область)
Долиня́ны (укр. Долиняни) — село в Недобоевской сельской общине Днестровского района Черновицкой области Украины.
До 2020 года входило в Хотинский район
Население по переписи 2001 года составляло 1573 человека. Почтовый индекс — 60043. Телефонный код — 3731. Код КОАТУУ — 7325082401.

## Известные уроженцы
- Сергий (Генсицкий) — митрополит Тернопольский и Кременецкий Украинской православной церкви.